# Гигантизм

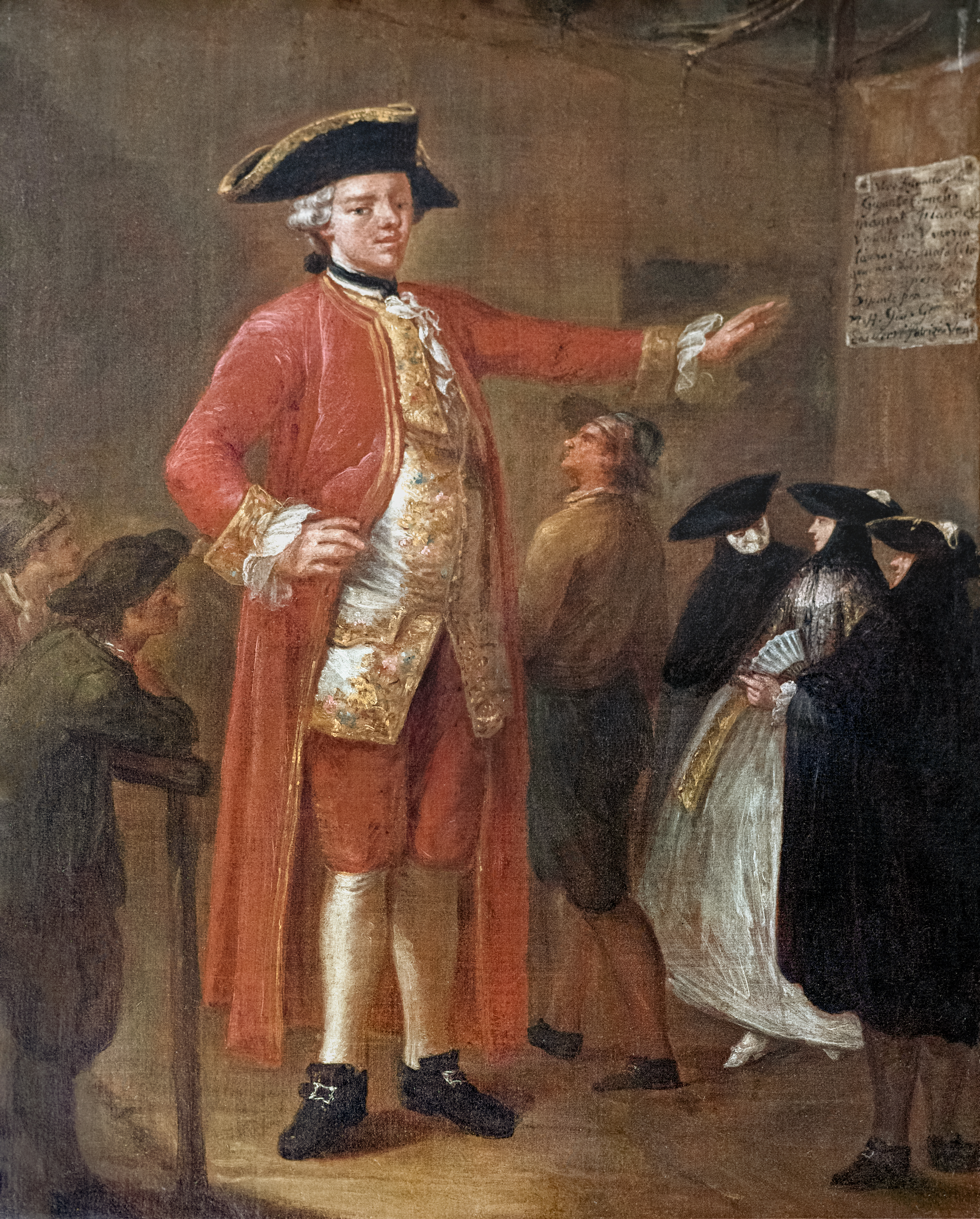
Корнелиус Маграт, ирландец из Типперэри (1736—1760). Худ. Пьетро Лонги

Гигантизм (от др.-греч. γίγας, р. п. γίγαντος — «исполин, великан, гигант») — очень большой рост, возникающий у лиц с открытыми эпифизарными зонами роста (у детей и подростков) при избыточной секреции передних долей гипофиза гормона роста (СТГ). Характеризуется превышающим физиологические границы сравнительно пропорциональным эпифизарным (в длину) и периостальным (в толщину) увеличением костей, мягких тканей и органов.
Патологическим считается рост у мужчин от 210 см, у женщин — от 195 см. После окостенения эпифизарных хрящей (закрытия зон роста) гигантизм (заболевание) переходит в акромегалию. Кроме того, акромегалия развивается при возникновении СТГ-секретирующей опухоли в организме после закрытия зон роста. В отличие от заболевания, связанного с повышенной секрецией гормона роста, семейная высокорослость имеет чётко выраженную наследственность и рост прекращается после закрытия зон роста (акромегалия не развивается). Высокорослые спортсмены (баскетбол, волейбол), в общем случае, не относятся к больным гигантизмом.

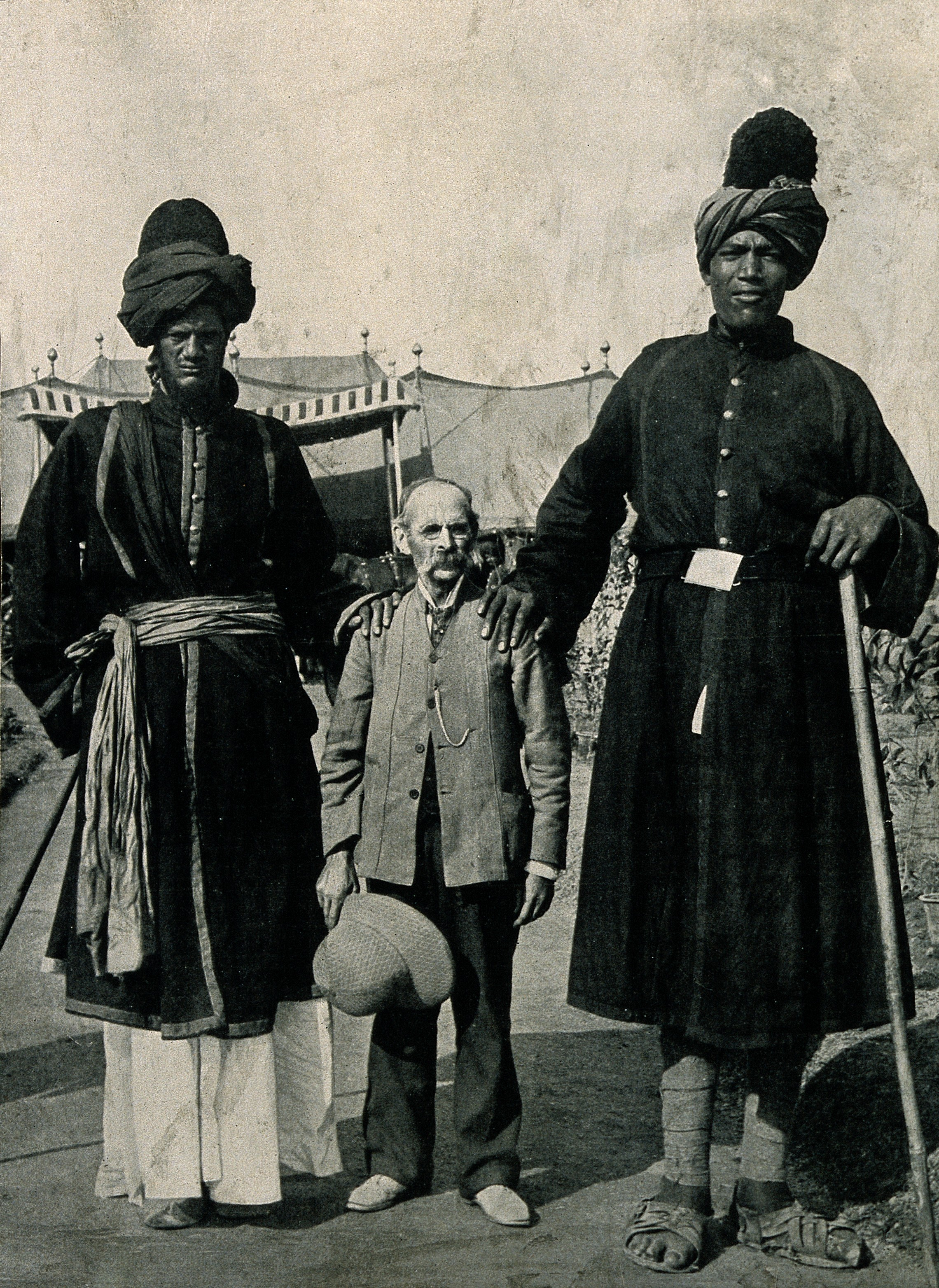
Пара гигантов из Кашмира со своим открывателем профессором Джеймсом Рикалтоном

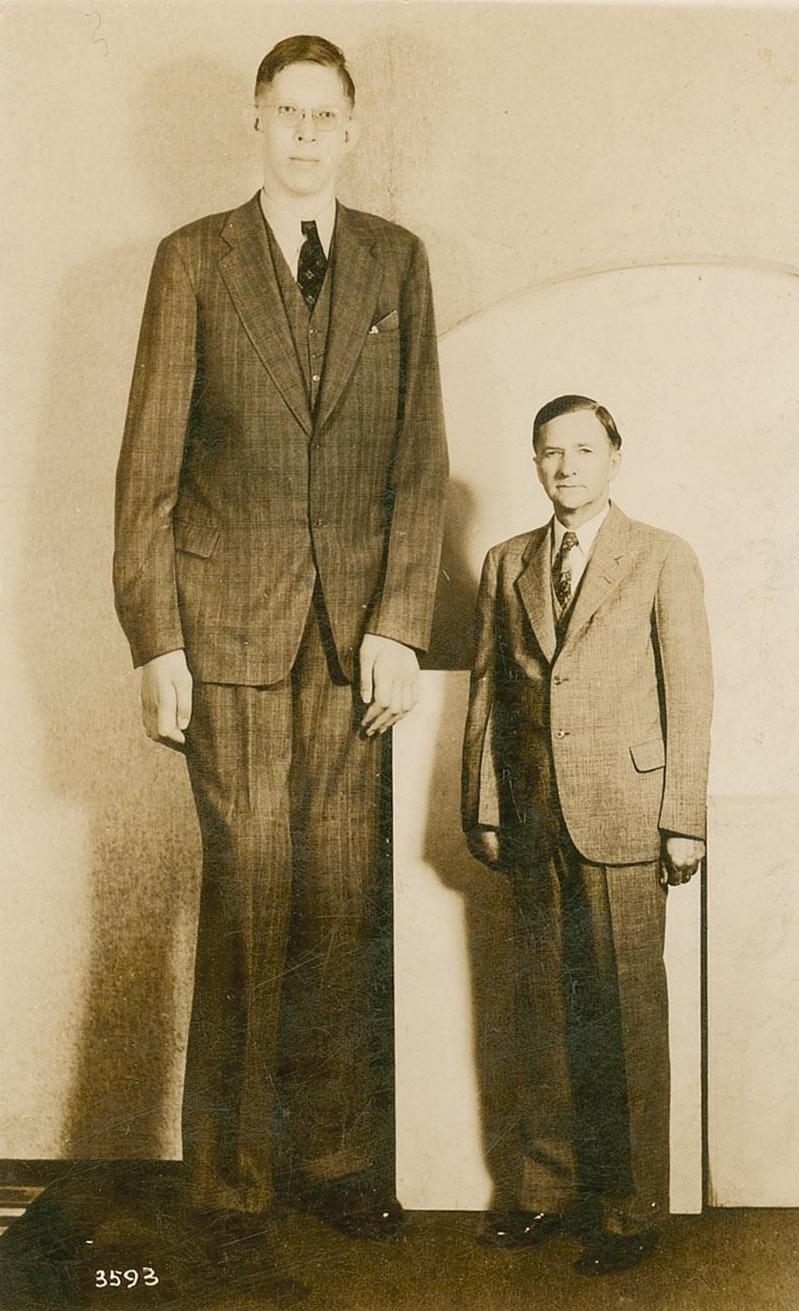
Роберт Уодлоу был ростом 8 футов 11 дюймов (2,72 м).

Великаны выше двух метров встречаются редко. Гигантизм чаще наблюдается у мужчин, проявляется обычно в 9—10-летнем возрасте или в период полового созревания. Он может проявляться уже в младенчестве. Великаны при патологическом росте отличаются слабым здоровьем, продолжительность их жизни невелика, они страдают инфантилизмом, половое влечение снижено. Для них характерно удлинение конечностей, особенно нижних, голова при этом кажется маленькой. Существует парциальный (частичный) гигантизм, при котором увеличивается часть тела (например, палец кисти или стопы) или половина тела (следствие повышенной чувствительности рецепторов части тела к гормону роста).
Гигантизм (или макросомия) развивается у детей с незавершенными процессами окостенения скелета, чаще встречается у подростков мужского пола, определяется уже в возрасте 9-13 лет и прогрессирует на протяжении всего периода физиологического роста. При гигантизме скорость роста ребёнка и его показатели намного превышают анатомо-физиологическую норму и к концу пубертатного периода достигают более 1,9 м у женщин и 2 м у мужчин при сохранении относительно пропорционального телосложения. Частота встречаемости гигантизма составляет от 1 до 3 случаев на 1000 населения. Родители пациентов, страдающих данной патологией, обычно нормального роста. Гигантизм следует отличать от наследственной высокорослости.

## Этиология

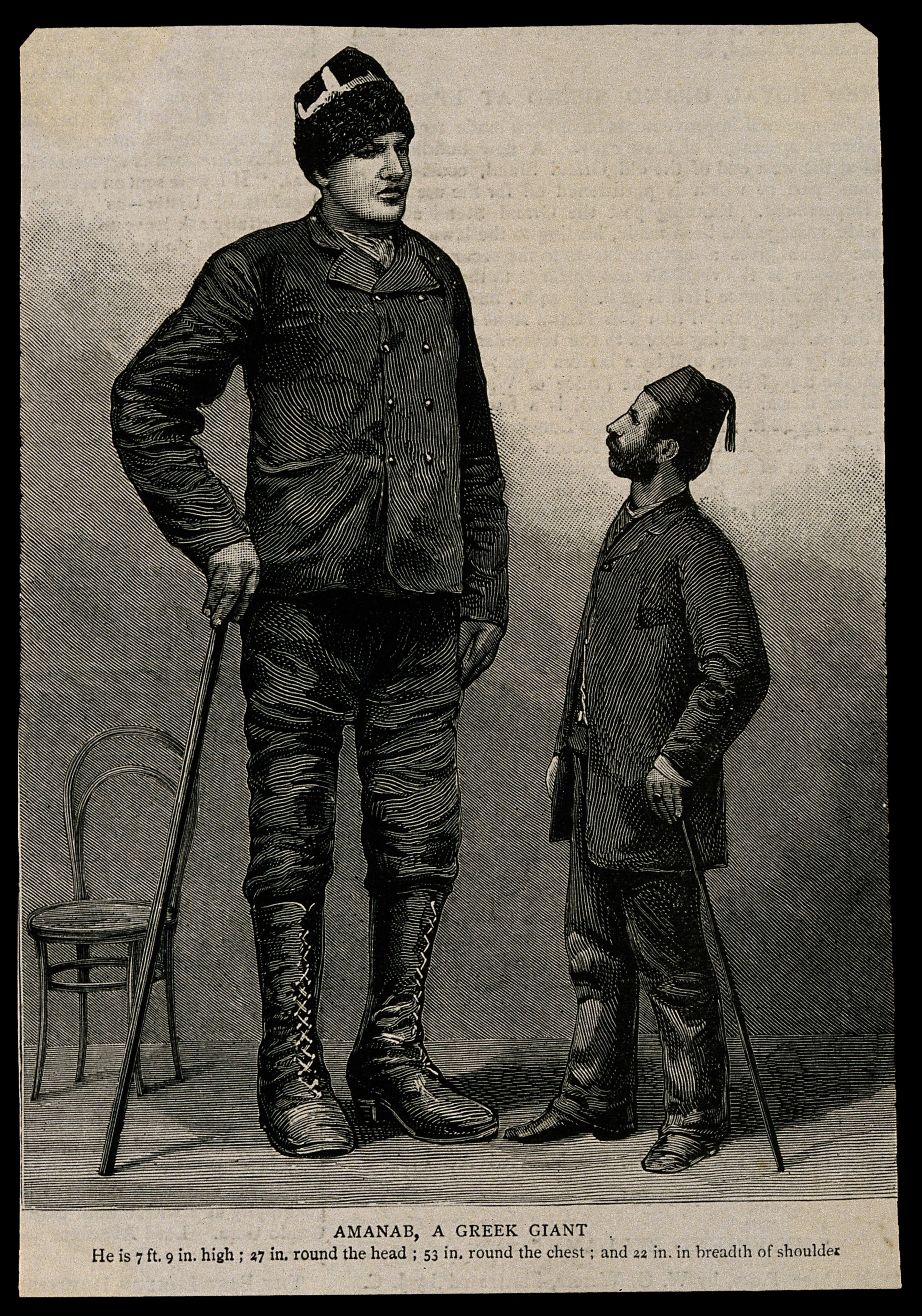
Гигант из Греции Аманаб

Наиболее часто гигантизм связан с нарушением работы гипофиза. Гипофиз (от др.-греч. ὑπόφυσις — отросток) — это нижний придаток мозга, играющий у всех позвоночных животных и у человека ведущую роль в гормональной регуляции. Передняя доля гипофиза вырабатывает несколько гормонов, в том числе гормон роста. Пониженное выделение гормона роста обусловливает карликовый рост (нанизм). Напротив, избыточное выделение гормона роста вызывает гигантизм.

## Клиническая картина
Больные жалуются на головную боль, общую слабость, снижение памяти, изменение внешнего вида, ухудшение зрения. Темпы роста ускоряются. В начале заболевания рост скелета относительно пропорциональный, позже могут укрупняться черты лица, утолщаться плоские кости, увеличиваться нижняя челюсть, промежутки между зубами, размеры кисти и стопы. Кожа головы утолщается, голос становится низким, развивается макроглоссия. Избыточно развитая в начале болезни мускулатура атрофируется, нарастает мышечная слабость. Нарушается функция щитовидной железы, половых желез, надпочечников, возможно развитие сахарного диабета.

### Жалобы
- головная боль;
- слабость;
- онемение в руках;
- при акромегалии — изменение внешности (пропорций тела, размеров кистей рук, стоп, ушных раковин, носа);
- сухость во рту и жажда (результат контринсулинового действия гормона роста);
- боли в суставах;
- ограничение и болезненность движений;
- почти у всех женщин нарушается менструальный цикл;
- у 30 % мужчин развивается половая слабость.

### Причины гигантизма
Гигантизм и акромегалия являются двумя возрастными вариациями одних и тех же патологических процессов: гиперплазии и гиперфункции клеток гипофиза, продуцирующего соматотропный гормон (гормон роста). Повышенная секреция гормона роста может наблюдаться при поражениях гипофиза в результате опухолей железы (аденомы гипофиза), интоксикации, нейроинфекций (энцефалита, менингита, менингоэнцефалита), черепно-мозговых травм.

## Лечение
Хирургическое удаление гипофиза (гипофизэктомия) у молодого животного приводит к остановке роста. Инъекции таким животным гормона роста восстанавливают у них нормальный рост. Введение гормона роста молодым растущим животным резко стимулирует рост и приводит к гигантизму (в эксперименте были получены крысы, собаки и др. животные, имеющие гигантский по сравнению с контролем размер тела).
Кроме соматотропного гормона на рост животных и человека влияют многие другие факторы — как средовые, так и генетические (см. Фенотип). Замечено, что при введении препаратов гормона роста молодым пациентам, через 3-6 лет от начала терапии чувствительность к экзогенному (вводимому извне) гормону роста резко снижается (результат выработки антител).
Для лечения гигантизма применяются различные методы лечения, включающие хирургию и лекарства. Но пока все они  подвергаются критике. Хирургия может привести к дефициту нескольких гормонов. Лучевая терапия имеет отсроченное действие, не может предотвратить ускоренный соматический рост и может вызывать серьёзные заболевания центральной нервной системы, а также гипопитуитаризм.

### Примеры
- Стадник, Леонид Степанович
- Махнов, Фёдор Андреевич
- Уодлоу, Роберт
- Райнер, Адам (сначала был карликом)